# Bisu (Automarke)
Bisu war eine Automarke aus der Volksrepublik China.

## Markengeschichte
Chongqing Bisu Automobile aus Chongqing nutzte diese Marke ab Dezember 2016. Im Angebot standen Automobile.

## Fahrzeuge
Der Van Bisu M3 und das SUV Bisu T3 wurden ab Dezember 2016 auf dem chinesischen Markt verkauft. Der Van Bisu T5 folgte im März 2017.
Nachstehend eine Übersicht über die Serienmodelle. Der Produktions- bzw. Zulassungszeitraum ist nicht immer genau zu ermitteln. Die englischsprachige Internetseite der Vertriebsgesellschaft in Kambodscha führte im Juli 2020 noch die Modelle T3 und T5 auf.
| Modell  | Fahrzeugart | Von     | Bis     | Bild |
| ------- | ----------- | ------- | ------- | ---- |
| Bisu M3 | Van         | 12.2016 | 11.2019 |      |
| Bisu T3 | SUV         | 12.2016 | 12.2020 |      |
| Bisu T5 | SUV         | 03.2017 | 10.2020 |      |

## Verkaufszahlen
2016 wurden 2917 Fahrzeuge dieser Marke in China zugelassen. 2017 wurde mit 47.245 Fahrzeugen ein Höchstwert erzielt. 2018 sank die Zahl auf 26.448, 2019 auf 4.735 und 2020 auf 441.